# Райлих, Васик
Васик Райлих (род. 19 марта 1971, Кливленд, США) — американский шахматист чешского происхождения, международный мастер, программист, автор шахматной программы Rybka.
Васик Райлих является автором Rybka, ставшей сильнейшей шахматной программой в мире в 2006, 2009 и 2010 годах. Райлих является чешско-американским гражданином по рождению, он родился в США от чешских родителей, бывших аспирантами, но вырос в Праге. Позднее он провел годы в США в качестве студента, окончившего Массачусетский технологический институт.
Он женился на Ивете Радзиевич 19 августа 2006 года. Жена помогает ему в развитии Rybka в качестве тестировщицы. В настоящее время пара живёт в Варшаве, Польша.

## Дисквалификация
28 июня 2011 года Международная ассоциация компьютерных игр (англ. International Computer Games Association, ICGA) после долгого расследования установила, что «Рыбка» оказалась плагиатом, созданным на основе двух других программ Crafty и в основном Fruit. За это Райлиха и «Рыбку» лишили титулов чемпионов мира среди компьютеров 2006 и 2010 годов, а самого Райлиха пожизненно отстранили от участия в подобных соревнованиях.

## Изменения рейтинга
| Графики недоступны из-за технических проблем. См. информацию на Фабрикаторе и на mediawiki.org. |